# 메나르성

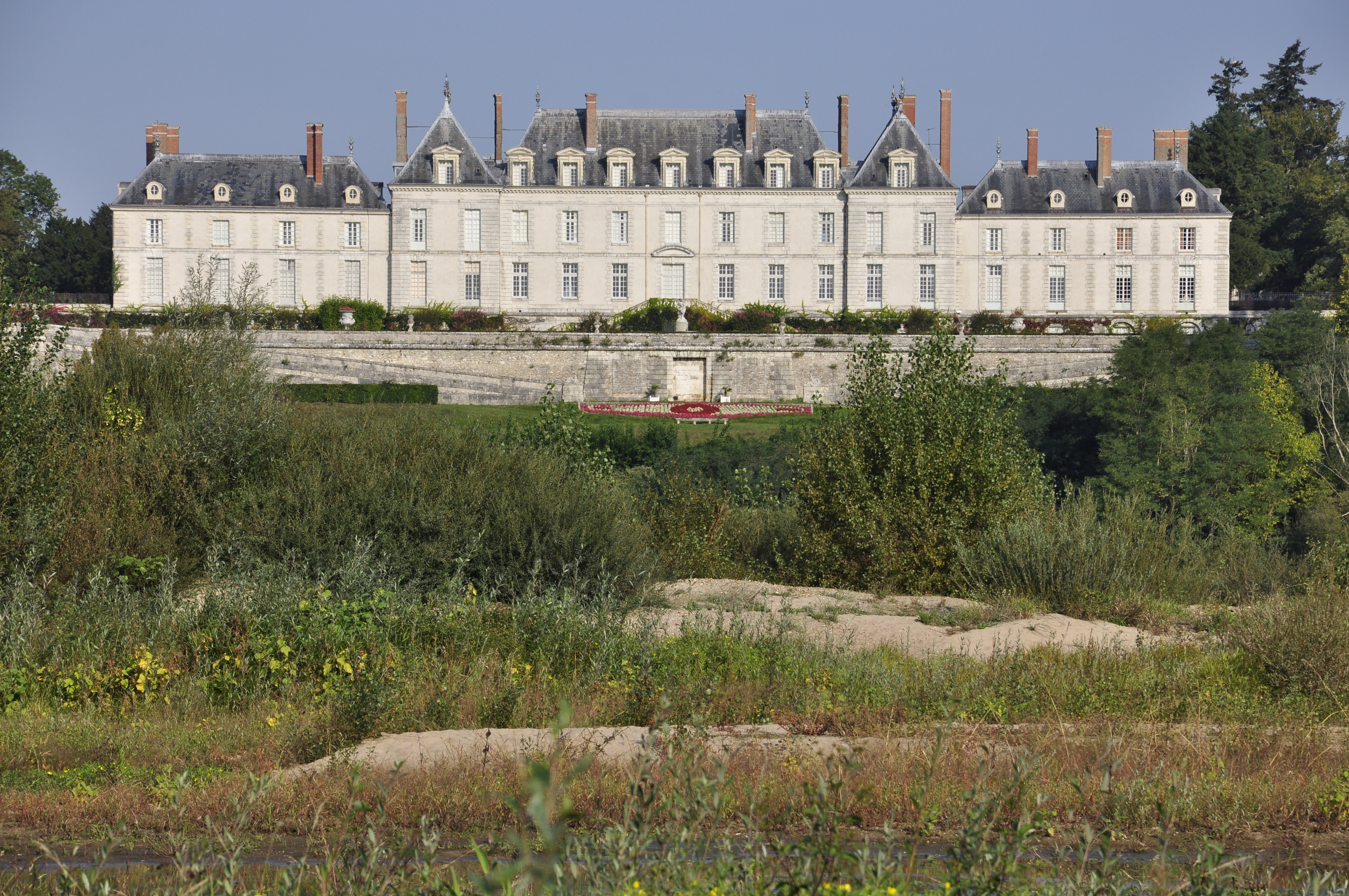

메나르성(프랑스어: Château de Menars)은 퐁파두르 부인과 연관된 사토로 프랑스 루아르에셰르주, 메나르에 루아르강둑에 위치한다.

## 참고 자료
- Jean Chavigny, Le Chateau de Ménars - Un des joyaux du Val de Loire, Librairie des Champs-Elysées, 1954.
- Paul Lewis. "Pompadour's palace" New York Times. June 14 1987.

## 같이 보기
- 프랑스의 성 목록